# Прибыльский, Юрий Пантелеймонович
Ю́рий Пантеле́ймонович Прибы́льский  (19 апреля 1926, Тобольск, СССР — 23 февраля 2010, Тобольск, Россия) — советский и российский историк. Доктор исторических наук, профессор.

## Биография

### Предыстория
Родословная семьи Прибыльских уходит корнями в конец XVIII века: в архиве Священного Синода нашлось прошение польского конфедерата Анджея Пршибыльски от 24 декабря 1772 года о крещении в православие, направленное в Троицкое духовное правление Православной церкви. Среди пяти тысяч участников польской Барской конфедерации он был отправлен в бессрочную ссылку в Сибирь.
Этапированные передвигались пешком и на лошадях по маршруту Краков-Варшава-Киев-Тула-Казань-Тобольск. Анджей Пршибыльски из городка Жешув Подкарпатского воеводства оказался в Троицкой крепости, в 120 км южнее Челябинска. 18-летний Анджей решил поступить на русскую военную службу, для чего и подал прошение о переходе в православие, удовлетворенное 14 марта 1773 года епископом Сибирским и Тобольским Валаамом. После крещения имя новообращенного было переделано на русский лад: Андрей Прибыльский. Когда в 1774 году был опубликован Указ Екатерины II о постепенном освобождении ссыльных конфедератов и их возвращении на родину, поступившие на военную службу и принявшие православие стали исключением. Дальнейшая судьба Андрея Прибыльского неизвестна, однако есть основания предполагать, что именно его потомки укрепились в Тобольске в начале XIX века.
Прадед Ю. П. Прибыльского Гаврил Трофимович, из государственных крестьян, до середины 1870-х годов проживал в деревне Белой, откуда переселился в Казачью слободу Тобольска, купив старый дом на улице Малой Мокрой. В 1860 году у него родился сын Хрисанф, а у него 27 июля 1888 года — сын Пантелеймон. Мальчик получил образование в Андреевском приходском училище и городском четырёхклассном училище, проявив интерес к математике и русскому языку. Его рекомендовали к получению образования в Томском учительском институте, на это в городской казне не нашлось средств, и Пантелеймон поступил на службу в губернское управление — сначала на должность писца, затем канцелярского служителя.
В 1908 году он был принят в Тобольскую казённую палату, с поручением заниматься делами потребительской кооперации, в 1911 году заслужил статус чиновника, произведен в коллежские регистраторы, а через год назначен на должность столоначальника с годовым жалованием 950 рублей. В это время он обвенчался с крестьянской дочерью, учительницей Марфой (Марией) Афанасьевной Чемагиной. С государственной службы Прибыльский уже после революции уволился по собственному желанию 1 августа 1919 года, не отправившись в эвакуацию в Омск вместе с отступающей армией Колчака. В 1920 году он стал заведовать столом учёта служащих Тобольского потребобщества, потом работал в Тюменском губернском совете народного хозяйства, а в 1924 году был назначен штатным консультантом Тобольской окружной плановой комиссии. Принимал участие в разработке и обосновании долгосрочного бюджета округа на 1926—1930 годы.

### Ранние годы
Юрий Пантелеймонович Прибыльский родился 19 апреля 1926 года в городе Тобольске и был шестым ребёнком в семье (двое из старших, Вера и Александр, умерли в младенчестве).
Детство и юность Юрия прошли в Обдорске, куда в 1931 году были командированы его родители для подъёма экономики и культуры вновь образованного решением Президиума ВЦИК СССР от 10 декабря 1930 года Ямало-Ненецкого национального округа. Отец Пантелеймон Хрисанфович Прибыльский начал работу старшим экономистом окружной комиссии, мать Мария Афанасьевна возглавила центральную библиотеку. П. Х. Прибыльский был знатоком экономики, культуры и быта народов Ямальского края, энциклопедистом и книголюбом, свою страсть к истории и науке он передал детям.
Будучи начитанным, с пытливым умом, Юрий учился легко, имел прочные знания по всем предметам. В свободное время увлекался фотографированием, коллекционированием, охотой и рыбалкой. Часто совершал походы на природу с друзьями, сопровождал отца на охоте. Лето проводил у бабушки в Тобольске.
В военные годы, как и другие подростки, Юрий совмещал учёбу с работой на промыслах Салехардского рыбокомбината, построенного по предложению его отца.
Окончив среднюю школу в 1944 году, он был призван в Красную армию вслед за братьями Николаем и Борисом. Получил специальность связиста.
С 1944 по 1950 годы служил в армии, имел статус участника Великой Отечественной войны, хотя в боевых действиях участия не принимал.
В 1946 году вступил в ВКП(б) и всю жизнь оставался убеждённым коммунистом, что понимал как стремление честно трудиться, говорить правду и доискиваться до первопричин событий.
Весной 1947 года был направлен в Брестскую крепость, командиром отделения школы сержантского состава 58-й отдельной истребительно-противотанковой артиллерийской бригады 128-го Гумбиненского стрелкового корпуса. Участвовал в расчистке территории крепости, когда одно за другим находились свидетельства героизма её защитников.
Был назначен помощником начальника политотдела части по комсомолу и в этом качестве среди прочих проектов занялся поисковой работой. В частности, в развалинах Тереспольской башни были найдены останки воинов с оружием, захороненные с воинскими почестями. Живая история подсказала Юрию выбор профессии: вначале он держал экзамены на исторический факультет Брестского учительского института, а летом 1950 года поступил на заочное отделение исторического факультета Московского государственного университета им. М. В. Ломоносова, для сдачи экзаменов хитростью уехав из части на 15 дней якобы к заболевшему родственнику.
27 сентября 1950 года старшина Прибыльский отказался от предложения продолжить службу и стать карьерным офицером, и был демобилизован, прослужив в армии 7 лет. С молодой женой Тамарой, урождённой Трудовой, он отправился на родину, в Тобольск, куда к тому времени перебрались с Севера его престарелые родители.

### В Тобольске
По рекомендации Тобольского городского комитета ВКП(б) Юрий Пантелеймонович начал работать воспитателем в Ремесленном училище № 4 речников под началом Михаила Исаевича Карасикова. В декабре 1950 года начал преподавательскую деятельность курсом «Наша великая Родина». Был избран секретарём комитета комсомола училища. Начал журналистские опыты, подготавливая корреспонденции для газет «Тобольская правда», «Тюменский комсомолец», «Комсомольская правда».
Первую научно-методическую статью написал для журнала «Трудовые резервы» в 1951 году, обобщив опыт преподавания в училище.
Весной 1951 года в результате реорганизации училище речников было объединено с Тобольским ремесленным училищем № 3.
В 1954 году Прибыльский начал преподавать курс истории КПСС в Тобольском педагогическом училище.
Летом 1954 года был назначен директором вновь созданного Тобольского технического училища № 1, готовившего специалистов лесной отрасли. В 1955 году он добился передачи училищу старинного здания в нагорной части Тобольска, где ранее располагалось духовное училище.
В 1955 году Прибыльского перевели на партийную работу, назначив руководителем отдела пропаганды и агитации Тобольского горкома КПСС. Отвечал за проведение 250-летия Тобольского драматического театра, состоявшегося 18 декабря 1955 года, торжества в честь 370-летия Тобольска летом 1957 года, фестиваль молодёжи летом 1957 года. Прибыльский курировал работу краеведческого музея и Тобольского архива.
В 1958 году был избран третьим секретарём горкома партии, проработав на этом посту до 20 августа 1961 года, когда ушёл с партийной работы по собственному желанию, чтобы заняться любимым делом — исторической наукой и преподаванием.

### Учёный-историк
В 1955 году Юрий Пантелеймонович заочно окончил исторический факультет Московского государственного университета им. М. В. Ломоносова, где учился у Артемия Владимировича Арциховского, Дмитрия Кузьмича Шелестова, Юрия Александровича Полякова. Из тридцати одного учебного предмета 30 Прибыльский сдал на «отлично». Дипломную работу «Борьба за становление и укрепление советской власти на севере Западной Сибири» защитил 25 мая 1956 года с отличной оценкой и рекомендацией к изданию. Получив диплом с отличием, Прибыльский был без экзаменов рекомендован в аспирантуру исторического факультета МГУ.
Ещё в студенческие годы Юрий Пантелеймонович познакомился с историком, педагогом и драматургом Михаилом Ефимовичем Будариным, который стал его наставником в исследовании истории Севера.
В 1961 году Прибыльский начал работу в Тобольском педагогическом институте с должности ассистента кафедры марксизма-ленинизма с окладом 105 рублей в месяц. В связи с нехваткой преподавательских кадров подготовил учебный курс политэкономии и начал его вести у студентов физико-математического факультета и русско-татарского отделения. Продолжал выполнять обязанности члена райкома партии и возглавил институтскую организацию общества «Знание».
В 1962 году прошёл курс в Институте повышения квалификации преподавателей общественных дисциплин Киевского государственного университета и получил удостоверение на право преподавать политэкономию в вузах и напутствие подготовить диссертацию об истории рыболовства на севере Западной Сибири.
В 1963 году прошёл в МГУ Всероссийские курсы преподавателей научного коммунизма — дисциплины, которая должна была завершить марксистско-ленинское образование студентов знаниями о коммунистическом обществе. Параллельно работал в библиотеках и архивах над документами по теме своей диссертации. Вернувшись в Тобольск, возглавил партийную организацию своего института, став одним из его руководителей наряду с ректором Павлом Кузьмичом Животиковым, а затем Виктором Михайловичем Дерябиным. Однако практика двойных стандартов ректора по отношению к любимчикам и прочим сотрудникам претила Прибыльскому, и он ушел с должности секретаря партбюро, оставив за собой только идеологическую работу.
1 октября 1966 года Юрий Пантелеймонович был зачислен в годичную аспирантуру Омского государственного педагогического института. Его научным руководителем стал доцент Михаил Ефимович Бударин.
14 февраля 1969 года состоялось обсуждение кандидатской диссертации Ю. П. Прибыльского в учёном совете Томского государственного университета под руководством И. М. Разгона. В апреле 1970 года ВАК утвердил её и присвоил соискателю степень кандидата исторических наук. Таким образом, первым из тоболяков Прибыльский стал учёным-историком.
В 1970 году Юрию Прибыльскому предлагают занять место ректора Тобольского пединститута, но он отказывается, так как намерен сосредоточиться не на административной, а на научно-исследовательской работе. Он участвует в научных конференциях, собирает источники для докторской диссертации «Советский Север в период Великой Отечественной войны 1941—1945». В объём анализируемых данных он одним из первых включает материалы архивов НКВД о ссыльных и спецпереселенцах.
С 1971 по 1976 год руководил городским отделением Всесоюзного общества «Знание» на общественных началах. В 1974 году он назначен заведующим кафедрой истории КПСС и научного коммунизма и был включён в научно-методический совет по общественным наукам Министерства просвещения РСФСР.
Весной 1985 года состоялось обсуждение докторской диссертации в Институте истории, филологии и философии Сибирского отделения АН СССР. Защита прошла 6 июня 1987 года и завершилась единодушным одобрением членов учёного совета. В марте 1988 года его утвердил ВАК.
В ознаменование 400-летия Тобольска Юрий Пантелеймонович Прибыльский решением исполкома Тобольского городского Совета народных депутатов от 17.07.1987 г. № 197 был удостоен звания почётного гражданина города.
В 1988 году Прибыльскому присвоили учёное звание профессора истории. С 1992 года он был руководителем аспирантуры по отечественной истории в Тобольской государственной социально-педагогической академии им. Д. И. Менделеева. Под его научным руководством подготовлено более 20 кандидатов исторических наук и 3 доктора исторических наук. Наиболее известными его учениками являются Вячеслав Юрьевич Софронов (автор романа «Кучум»), профессор Тюменского государственного университета Ольга Николаевна Бортникова, руководитель кафедры истории Омского аграрного университета Марина Ивановна Фёдорова, Александр Александрович Валитов (главный методист ГАУК ТО ТМПО "Исторический парк "Россия - Моя история", Надежда Ивановна Загороднюк (научный сотрудник Тобольской комплексной научной станции Российской академии наук), Валентин Тимофеевич Поспелов, главный редактор газеты «Уватские известия» (Уватский район), педагог и учёный Андрей Владимирович Головнёв. Таким образом на рубеже XX века в Тобольске родилась собственная школа учёных-историков, основателем которой выступил Ю. П. Прибыльский.

### Слепота и продуктивный труд
Напряжённая работа над диссертацией и пережитый стресс при её защите сказались на здоровье учёного: у него проявилось наследственное заболевание глаз, глаукома. Весной 1987 года ему удалили один глаз, а по состоянию второго присвоили инвалидность. Однако учёный продолжал трудиться, хотя с трудом различал тексты и готовил рукописи по линейке. В 1988—1990 годах выходят его исторические труды в Красноярске («Рыбное хозяйство Сибири в годы Великой Отечественной войны», в соавторстве с В. И. Федорченко), «Вклад сибиряков в победу над фашизмом» (Москва, 1988), «Водники Обь-Иртышья» (Москва, 1989), «Участие трудящихся Тюменской области в Отечественной войне 1941—1945 гг.» (Новосибирск, 1990). В последней книге Прибыльский впервые осветил ранее запретные темы ссылки и массовых репрессий.
1990—1991 учебный год Юрий Пантелеймонович начинает рядовым профессором, уступив руководство кафедрой социально-политических дисциплин Ю. В. Костецкому.
В 1992 году Прибыльский полностью потерял зрение, однако смог найти приложение своим творческим силам. По приглашению директора Г. Т. Бонифатьевой он стал руководителем научно-исследовательской лаборатории музея народного образования Тюменской области при Тобольской государственной социально-педагогической академии им. Д. И. Менделеева. Начали с составления библиографического указателя литературы по народному просвещению с конца XVIII до конца XX века, вместившего 900 трудов. Музей стал местом проведения ежегодных научно-практических конференций, материалы которых были опубликованы под редакцией профессора Прибыльского.
Участвовал в подготовке и проведении Всероссийской научной конференции «Три века сибирской школы» осенью 2001 года, выступив на ней с докладом «Истоки сибирской школы», в котором показал роль ислама в распространении грамоты среди татарского населения Сибири. Затем подготовил книгу «Школа Тюменского края», которая под названием «Колыбель просвещения» была выпущена в Италии фондом «Возрождение Тобольска».
В 2001 году Юрий Пантелеймонович также руководил авторским коллективом сборника «С верой в Победу», куда вошли письма, дневники и воспоминания фронтовиков. Он с болью воспринимал новые версии о ходе Великой Отечественной войны, напоминая слова Леонида Леонова: самые сладкие сорта лжи приготавливаются из полуправды. Его авторскую летопись войны завершила монография «Во имя жизни», в которой он обобщил результаты 30-летнего труда, посвященного землякам-участникам битвы с фашизмом. Он написал ряд очерков и воспоминаний о войне для журналов «Югра» и «Ямальский меридиан».
В автобиографической книге «Живая память» профессор Прибыльский приходит к парадоксальному выводу о том, что слепота не подорвала его творческую активность, а подхлестнула её. Его глазами и руками стали супруга Тамара Григорьевна, а затем сын Владислав, профессиональный журналист и редактор.
Умер 23 февраля 2010 года, похоронен на Завальном кладбище в Тобольске.

## Научные труды
Ю. П. Прибыльский — автор более 500 работ по истории Сибири и Севера, по истории образования. Основоположник историографии Российского Севера в период Великой Отечественной войны 1941-45 гг.

### Книги
- «Рыбное хозяйство Сибири в годы Великой Отечественной войны,1941—1945 годы» (монография, в соавторстве с В. И. Федорченко). Красноярск, 1988.
- Подвиг рыбаков Обь-Иртышья. Монография. Научный редактор А. Н. Питкевич, литературный редактор Г. Мингалёв. 1969.
- «Война и Север» (монография)
- «Тобольск» (в соавторстве с Д. И. Копыловым) — первая научно-популярная книга о городе с его основания до наших дней. Средне-Уральское книжное издательство, 1969; 2-е издание, 1975.
- «Советский Север в годы Великой Отечественной войны» (монография, 1986)
- «400 лет Тобольску»
- Прибыльский Ю. П. Школа Тюменского края в XVIII—XX веках: к 300-летию сибирской школы. — Тобольск: Изд-во ТГПИ им. Д. И. Менделеева, 1998. — 112 с.
- Прибыльский Ю. П., Слинкин С. В. Имени Д. И. Менделеева: документальный очерк о прошлом и настоящем Тобольского педагогического института. — Тобольск: Изд-во ТГПИ им. Д. И. Менделеева, 1999. — 255 с.
- «Колыбель просвещения». Тобольск, фонд «Возрождение Тобольска», 2002.
- «Генезис народного образования Тюменского края в XVIII—XX вв.» Хрестоматия народного образования в трёх томах.
- Прибыльский Ю. П. Рыбное хозяйство Обь-Иртышья в XX веке. — М.: Наука, 2008. — 233 с. — ISBN 978-5-02-036140-9
- Д. И. Менделеев и Тобольск / Отв. ред. Ю. П. Прибыльский. — М.: Наука, 2009. — 157 с. — ISBN 978-5-02-037077-7

## Награды
- Медаль «За победу над Германией в Великой Отечественной войне 1941—1945 гг.» (1945)
- Медаль «За освоение целинных земель» (1960)
- Юбилейные медали в честь 20-летия, 30-летия, 40-летия, 50-летия, 60-летия Победы над фашизмом.
- Медаль «За доблестный труд. В ознаменование 100-летия со дня рождения В. И. Ленина» (1970)
- Юбилейная медаль «60 лет Вооружённых Сил СССР» (1978)
- Орден «Знак Почёта» (1984)
- Медаль ордена «За заслуги перед Отечеством» II степени (2005)[9]
- Почётный гражданин города Тобольска (1987 год)[10], решение Тобольского городского совета народных депутатов от 17.07.1987 г. № 197.
- Лауреат премии имени А. А. Дунина-Горкавича (1994 год)
- Лауреат премии фонда «Возрождение Тобольска»

## Семья
Отец — Прибыльский Пантелеймон Хрисанфович (1888—1961), мать Прибыльская Мария Афанасьевна (1889—1964), урождённая Чемагина.
- Брат — Прибыльский Николай Пантелеймонович, педагог (1914—1943)
- Брат — Прибыльский Борис Пантелеймонович, журналист (1920—1972)[11].

Супруга — Прибыльская Тамара Григорьевна, урождённая Трудова (13 апреля 1925).
Сыновья:
- Владислав (родился 24 августа 1951 года, умер во младенчестве 8 января 1957 года от воспаления лёгких);
- Николай (родился 18 февраля 1954 года, учёный-химик, предприниматель);
- Владислав (13 октября 1957 года, педагог, журналист, краевед).

Племянники:
- Прибыльский Юрий Борисович (родился 22 марта 1948 года, авиаконструктор)
- Прибыльская (Светличная-Ерофеева) Мария Борисовна (родилась 15 июня 1957 года, врач-натуропат, реабилитолог)
- Прибыльская Людмила Борисовна (родилась 27 июля 1960 года, журналист, редактор)

## Память
- В начале 1990-х годов, ещё при жизни профессора Ю. П. Прибыльского, одна из улиц города Тобольска в микрорайоне «Строитель» названа в его честь.
- В апреле 2011 года в Тобольской государственной социально-педагогической академии им. Д. И. Менделеева прошла научно-практическая краеведческая конференция, посвящённая 85-летию со дня рождения Ю. П. Прибыльского.